# Jean Lorrain

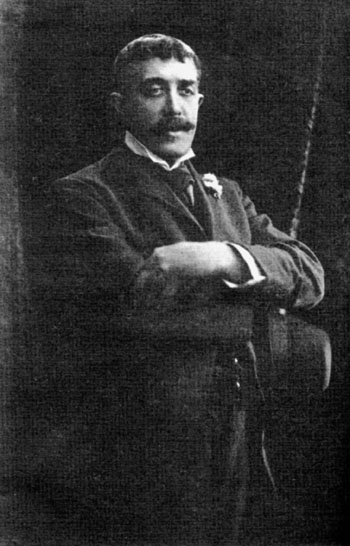
Jean Lorrain.

Jean Lorrain, egentligen Paul Alexandre Martin Duval, född den 9 augusti 1855, död den 30 juni 1906, var en fransk författare.
Lorrain blev efter att ha arbetat inom olika yrken av Edmond Goncourt 1882 introducerad inom författarskrået och slog 1888 igenom med berättelsen Très russe, som efterföljdes av ett stort antal romaner (som Monsieur de Phocas, 1901) och novellsamlingar (som Princesses d'ivoire et d'ivresse, 1902), där naturalistisk analys, särskilt av komplexa själstillstånd, förbinds med romantisk flykt i stil och händelseförlopp.